# Бевз Тетяна Анатоліївна
Тетяна Анатоліївна Бевз — український історик, політолог. Доктор історичних наук (2005). Професор (2014). Заслужений діяч науки і техніки України (2017). Головний науковий співробітник відділу соціально-політичної історії Інституту політичних і етнонаціональних досліджень імені І. Ф. Кураса НАН України.

## Біографія
1989 року закінчила Одеський державний університет ім. І. І. Мечникова, 1992 року — Київський інститут політології та соціального управління, 1995 року — аспірантуру Київського державного університету імені Тараса Шевченка.
1995 року захистила кандидатську дисертацію «Формування Української держави за доби Центральної Ради (березень 1917 року — квітень 1918 року)». 2003 року отримала вчене звання доцента. 2005 року захистила докторську дисертацію «Українська партія соціалістів-революціонерів: організація, ідеологія, політика».

## Монографії
- Володимир Вернадський: Людина. Громадянин. Учений. (Київ, 2017). (у співавторстві)
- Політичні ідентичності сучасній Україні: міська громада Одеси (Київ, 2016)
- Феномен «революція» у дискурсах мислителів, політиків, науковців (Київ, 2012)
- «Партія національних інтересів і соціальних перспектив (Політична історія УПСР)» (Київ, 2008).
- «Українська державність: ідеологія, політика, практика (Система народоправства у теоретичних концепціях Н. Григорієва)» (Київ, 2004).
- «Н. Я. Григоріїв — політик і вчений» (Київ, 2003).
- «Між романтизмом і реалізмом (сторінки історії УПСР)» (Київ, 1999).